# 오퍼스픽쳐스
오퍼스픽쳐스 유한회사(OPUS Pictures)는 2005년 설립된 대한민국의 영화사이다. 제작/투자/수입/배급 등 영화산업 전 분야에 걸쳐 사업을 수행하고 있다. 대표작으로는 <쌍화점>(2008), <전우치>(2009), <아저씨>(2010), <감시자들>(2013), <설국열차>(2013), <검은 사제들>(2015), <재심>(2017) 등이 있다.
오퍼스픽쳐스의 설립자 이태헌은 옴니버스 인권 영화 <여섯 개의 시선>(2004) 중 박찬욱 감독의 "믿거나 말거나 찬두라의 경우"로 프로듀서로 데뷔했다. 이후 박찬욱 감독의 <친절한 금자씨>(2005), <싸이보그지만 괜찮아>(2006) 제작에 참여하며 영화제작자로 이름을 알리기 시작했다. <아저씨>(2010)로 '2010년 제13회 디렉터스컷 어워즈', <설국열차>(2013)로 문화체육관광부가 주최하는 '2013 대한민국 콘텐츠 대상' 해외진출유공포상 부문 대통령 표창을 수상했다. 이태헌은 2007년 '보경사' 심보경 대표, '영화사 집' 이유진 대표 등 당시 신예 영화제작자들과 함께 제작자의 창의성과 독립성 신장을 목표로 유나이티드픽처스를 공동 출자/설립했고, 현재 유나이티드픽처스 대표이사를 겸하고 있다.
오퍼스픽쳐스는 2015년 스팩맨그룹에 인수되었으나, 2016년 이태헌 대표가 지분을 전량 재인수함으로써 다시 비공개회사가 되었다. 스팩맨그룹은 최유신 회장이 설립하여 싱가포르거래소(SGX)에 상장한 국내 영화투자 및 제작사다.
오퍼스픽쳐스 본사는 서울특별시 강남구 학동로82길 7, 2층 (삼성동, HYUN빌딩)에 위치해 있다. 오퍼스픽쳐스는 홈페이지 외 유튜브, 페이스북, 인스타그램 등 SNS 계정을 운영하고 있다.

## 대표작
오퍼스픽쳐스는 2008년 유하 감독의 <쌍화점>을 시작으로 <고고70>(2008), <전우치>(2009), <아저씨>(2010), <내 아내의 모든 것>(2012), <설국열차>(2013), <빅매치>(2014), <스플릿>(2016), <보통사람>(2017), <재심>(2017), <검객>(2020) 등 총27편의 영화를 제공 또는 제작했다. 영화진흥위원회 데이터베이스는 오퍼스픽쳐스가 2021년 해양 자연 다큐멘터리 <상어, 슬픈 포식자>를 제작한 것으로 보고되어 있으나 개봉 일정은 알려져 있지 않다.

## 리메이크

#### 아저씨(The Man From Nowhere)
오퍼스픽쳐스의 2010년 작 이정범 감독의 <아저씨>가 2016년 인도에서 <록키핸섬(Rocky Handsome)>으로 리메이크되며 발리우드에서 공식 재제작된 최초의 한국영화라는 기록을 세웠다. <아저씨> 이전에는 <올드보이>, <추격자>, <달콤한 인생> 등의 한국영화가 인도에서 무단 리메이크된 바 있다.

#### 설국열차(Snowpiercer)
오퍼스픽쳐스의 2013년 작 봉준호 감독의 <설국열차(Snowpiercer)>도 넷플릭스 드라마로 리메이크되어 시즌1(2020)과 시즌2(2021)에 이어 2022년 1월 24일 시즌3 방영을 앞두고 있다.
오퍼스픽쳐스 작품 중 <아저씨>, <전우치>, <검은 사제들>, <빅매치> 등이 드라마 또는 영화로 리메이크될 가능성이 있다.

한편 오퍼스픽쳐스가 해외 원작을 리메이크한 작품도 있다. <내 아내의 모든 것>(2012)은 아르헨티나 영화 <내 아내의 남자친구(Un novio para mi mujer)>(2008)를, <감시자들>(2013)은 홍콩 영화 <천공의 눈>(2007)을 리메이크한 작품이다.

## 필포그래피
| 영화                                  | 개봉 | 감독   | 출연                                                                                              | 비고           |
| ------------------------------------- | ---- | ------ | ------------------------------------------------------------------------------------------------- | -------------- |
| 검객 \| The Swordsman                 | 2020 | 최재훈 | 장혁, 조 타슬림(Joe Taslim), 김현수                                                               | 제공/제작/배급 |
| 너의 결혼식 \| On Your Wedding Day    | 2018 | 이석근 | 박보영, 김영광                                                                                    | 제공           |
| 채비 \| Preparation                   | 2017 | 조영준 | 고두심, 김성균                                                                                    | 제공           |
| 어느날 \| Oneday                      | 2017 | 이윤기 | 김남길, 천우희                                                                                    | 배급           |
| 보통사람 \| Ordinary Person           | 2017 | 김봉한 | 손현주, 장혁                                                                                      | 제공, 배급     |
| 재심 \| New Trial                     | 2016 | 김태윤 | 정우, 강하늘, 김해숙                                                                              | 배급           |
| 스플릿 \| Split                       | 2016 | 최국희 | 유지태, 이정현, 이다윗, 정성화                                                                    |                |
| 목숨 건 연애 \| Life Risking Romance  | 2016 |        |                                                                                                   |                |
| 무수단 \| MUSUDAN                     | 2016 |        |                                                                                                   |                |
| 잡아야 산다 \| CHASING                | 2016 |        |                                                                                                   |                |
| 검은 사제들 \| The Priests            | 2015 | 장재현 | 김윤석, 강동원, 박소담                                                                            |                |
| 파울볼 \| Wonders                     | 2014 |        |                                                                                                   |                |
| 빅매치 \| Big Match                   | 2014 | 최호   | 이정재, 신하균, 이성민                                                                            |                |
| 두근두근 내 인생 \| My Brilliant Life | 2014 | 이재영 | 강동원, 송혜교, 주성목                                                                            |                |
| 좋은 친구들 \| Confession             | 2014 | 이도윤 | 지성, 주지훈, 이광수                                                                              |                |
| 황제를 위하여 \| For The Emperor      | 2014 | 박상준 | 이민기, 이태임                                                                                    |                |
| 설국열차 \| Snowpiercer               | 2013 | 봉준호 | 송강호, 크리스 에반스, 에드 해리스, 존 허트, 틸다 스윈튼, 제이미 벨, 옥타비아 스펜서, 이웬 브렘너 |                |
| 감시자들 \| Cold Eyes                 | 2013 | 김병서 | 설경구, 정우성, 한효주                                                                            |                |
| 하울링 \| Howlling                    | 2012 | 유하   | 송강호, 이나경                                                                                    |                |
| 아저씨 \| The Man From Nowhere        | 2010 | 이정범 | 원빈, 김새론                                                                                      |                |
| 쌍화점 \| A Frozen Flower             | 2008 | 유하   | 주진모, 조인성, 송지효                                                                            |                |
| 서양골동양과자점 앤티크 \| Antique    | 2008 | 민규동 | 주지훈, 김재욱, 유아인, 최지호                                                                    |                |